# Fiestel

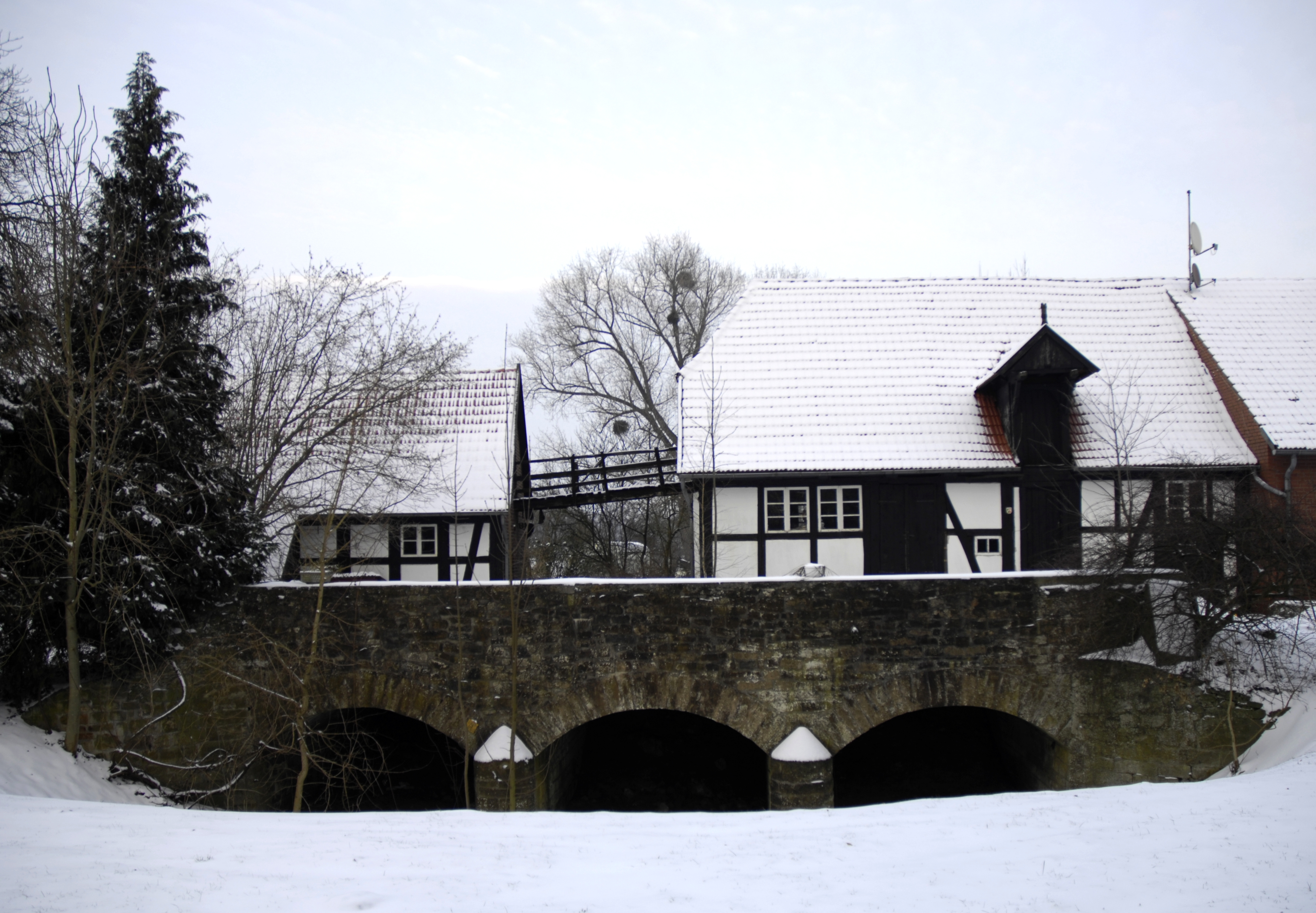
Ellerburger Wassermühle (Jan 2010)

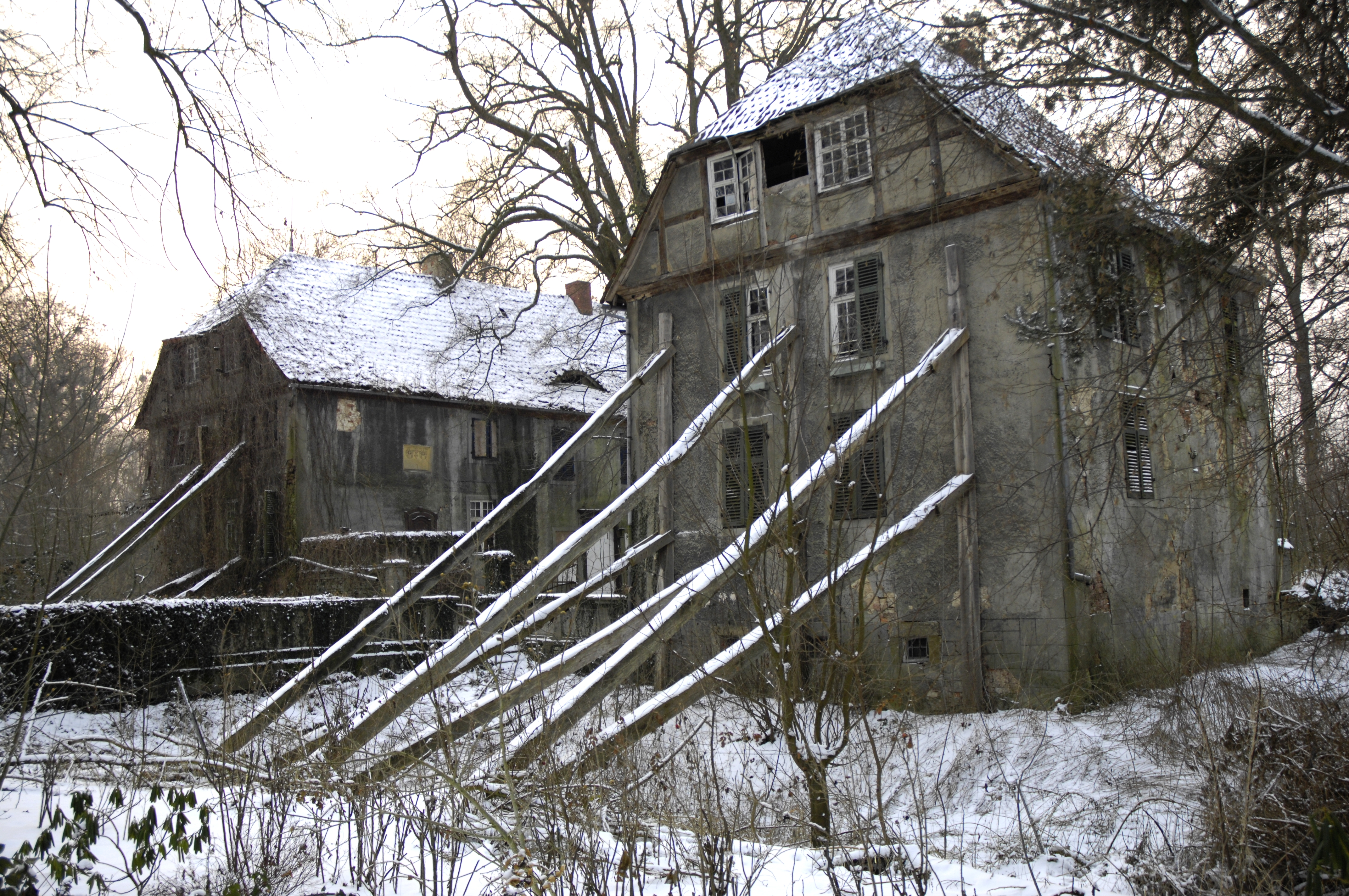
Die baufällige Ellerburg im Jan 2010

Fiestel ist eine Ortschaft der ostwestfälischen Stadt Espelkamp in Nordrhein-Westfalen. Fiestel hat ca. 1.000 Einwohner und liegt im Süden der Stadt Espelkamp. Ortsvorsteherin ist Anja Kittel (CDU).
Bis zum 31. Dezember 1972 war Fiestel ein Teil der Gemeinde Alswede im Amt Alswede. Am 1. Januar 1973 wurde die Gemeinde Alswede im Zuge des Mittellandkanals geteilt. Die Teile südlich des Kanals, mit dem Dorf Alswede, fielen an die Stadt Lübbecke, die Gebiete nördlich desselben wurden als Ortschaft Fiestel zu einem Ortsteil der vergrößerten Stadt Espelkamp.
Westlich der Ortslage und unmittelbar östlich der Großen Aue liegt die Ellerburg, ein ehemaliges Wasserschloss aus dem 15. Jahrhundert. Zur Ellerburg gehört die Ellerburger Mühle, die Teil der Westfälischen Mühlenstraße ist. Das Naturschutzgebiet Ellerburger Wiesen gehört aus historischer Sicht ebenfalls weitgehend zur Ellerburg, liegt heute aber fast ausschließlich auf dem Gebiet der Stadt Preußisch Oldendorf.
Der Ort ist Unternehmenssitz von Naue, dem Weltmarktführer für Geokunststoffe im Wasser- und Verkehrswegebau.

## Bad Fiestel
Der Bauer Reckert fand um 1780 auf seinem Grundstück eine Quelle. 1786 baute der Arzt Dr. Möller aus Minden sie aus. Er gilt als Entdecker der dortigen Quellen. Es entstand der Badeort Bad Fiestel am Heinrich-Knolle-Weg.